# Billaea nipigonensis
Billaea nipigonensis là một loài ruồi trong họ Tachinidae.